# Eichenauer See
Der Eichenauer See, auch Eichenauer Badesee, ist ein künstlicher See auf dem Gebiet der Gemeinde Eichenau im Landkreis Fürstenfeldbruck in Oberbayern in Deutschland. Er ist 1,0 ha groß und entstand 1962 durch Kiesentnahme für den Straßenbau.
Der Badesee ist der Mittelpunkt eines Naherholungsgebiets der Gemeinde Eichenau mit 2,1 ha Liegewiese, 62 m² großem Badesteg, Wasserwacht, Beachvolleyballanlage (seit 2005), Skateanlage, schwimmender Badeinsel (seit 2015) und einem Grillplatz.